# Astrapi
Astrapi est un bimensuel français pour la jeunesse (7 à 11 ans) édité depuis 1978 par le groupe Bayard Presse.
C'est un magazine généraliste. Il regroupe des bandes dessinées ainsi que des articles sur les animaux, de l'actualité, des recettes de cuisine, des bricolages, des tests et des jeux. Les blagues de la page Trucastuces clôturent le magazine sur le quatrième de couverture.
Chaque année depuis 2014, l'Astrapi Académie invite les enfants à créer des photos, des vidéos, des chansons, et à concourir pour le premier prix de cette Académie.
Comme d'autres magazines du groupe, Astrapi a permis à plusieurs auteurs et illustrateurs de commencer leur carrière.
Le magazine a dépassé le numéro 1000 le 1er octobre 2021, où un numéro spécial lui a été accordé. 

## Nom
Le nom du magazine vient d'une histoire parue dans Les Belles Histoires. Une fée disait une formule magique qui était « Astrapi, je te pi ! Astrapan, je te pan ! ».
En mai 1977, un numéro-test paraît sous le nom de Charabia, avant de devenir Astrapi en octobre 1978.

## Diffusion
La diffusion totale payée est stable, autour de 75 000 exemplaires, depuis le début des années 2000, et en croissance continue depuis 2014 :
- 2003 : 70 560 exemplaires
- 2004 : 73 770 exemplaires
- 2005 : 74 560 exemplaires
- 2006 : 75 600 exemplaires
- 2007 : 75 037 exemplaires
- 2008 : 73 506 exemplaires
- 2009 : 72 068 exemplaires
- 2010 : 73 261 exemplaires
- 2011 : 70 211 exemplaires
- 2014 : 63 383 exemplaires
- 2015 : 65 158 exemplaires
- 2016 : 71 287 exemplaires
- 2017 : 76 171 exemplaires
- 2018 : 78 332 exemplaires
- 2019 : 80 762 exemplaires
- 2020 : 82 473 exemplaires

Pour des raisons techniques, il est temporairement impossible d'afficher le graphique qui aurait dû être présenté ici.

## Équipe
- Directeur de la publication : Pascal Ruffenach
- Directrice Presse Jeunesse / directrice des rédactions : Nathalie Becht
- Directeur des titres « moins de 12 ans » : Delphine Saulière
- Rédacteur en chef : Marion Joseph
- Rédacteur en chef adjoint / directeur artistique : Stéphane Mattern

## Rubriques du magazine
- "Salut les Astrapiens" : Courrier des lecteurs pour partager leurs expériences, des conseils et des confidences
- "Les infos" : les actualités à hauteur d'enfant
- "Recette" : une recette à réaliser
- "Bricolage" : un bricolage à réaliser
- "Animaux" : découverte d'un animal
- "L'histoire vraie" : découverte d'une personne
- "Sam et Pat" : une bande dessinée-test
- Des jeux
- "L'astra +"
- Des bandes dessinées
- "Trucastuces" : des blagues et devinettes

## Bandes dessinées
Les bandes dessinées suivantes ont notamment été publiées dans Astrapi :
- Adolphus Claar (Yves Chaland)
- Akissi (Marguerite Abouet, Mathieu Sapin)
- Angelot du Lac (Yvan Pommaux)
- Les Aventures des Moineaux (Rodolphe et Alloing)
- Les Aventuriers de l'Intermonde (Jérôme Erbin et Auren)
- Les Copains des tilleuls (Jacqueline Cohen et François Daniel)
- Coton et Piston (Joost Swarte)
- Les Dragons de Nalsara (adaptation des romans éponymes)
- Les Grandes Grandes Vacances (Delphine Maury et Olivier Vinuesa)
- Inspecteur Bayard (Jean-Louis Fonteneau et Olivier Schwartz)
- Les Jacopo (Colette Tournès et Jean-Louis Floch)
- Kiki et Aliène (Paul Martin et Nicolas Hubesch)
- Lulu (Bernadette Després, aujourd’hui Marylise Morel)
- Marion Duval (créée par Yvan Pommaux)
- Maudit Manoir (Paul Martin et Manu Boisteau)
- Michel
- Mission possible
- Niko (Paco Sordo)
- Les Nouveaux (Vincent Cuvellier et Benoît Audé)
- Oscar Lombardo et le savon de Marseille (Michel Kiritzé)
- Petit-Renard (Régine Pascale et Nadine Brass)
- Pic et Pik (Stéphanie Janicot, Claude et Denise Millet, François Batet)
- Princesse Zélina, une série d'histoires illustrées
- Salut la rédac ! (Manu Boisteau)
- Sam et Pat (Bruno Muscat et Sess)
- Les Super Super (Laurence Gillot, Lucie Durbiano, Eve Pizler, Sophie Lodwitz)
- Tao le petit samouraï (Laurent Richard et Nicolas Ryser)
- Tatou sait tout (Christophe Nicolas et El don Guillermo)
- Touffu (Martin Berthommier)
- Yann et Farida (Marie-Noëlle Pichard, François Daniel et Anne de Chambourcy)
- Yvan et Wanda (Marc Wasterlain)

## Podcast
Astrapi a sorti un podcast avec France Info "Salut l'info !" qui met l’actualité à la portée des 7 à 11 ans. Chaque semaine une journaliste discute avec un enfant des dernières actualités. Le podcast propose aussi un espace de parole pour les enfants avec des confidences, blagues et coups de cœur.